# 조지아주의 통계 지구

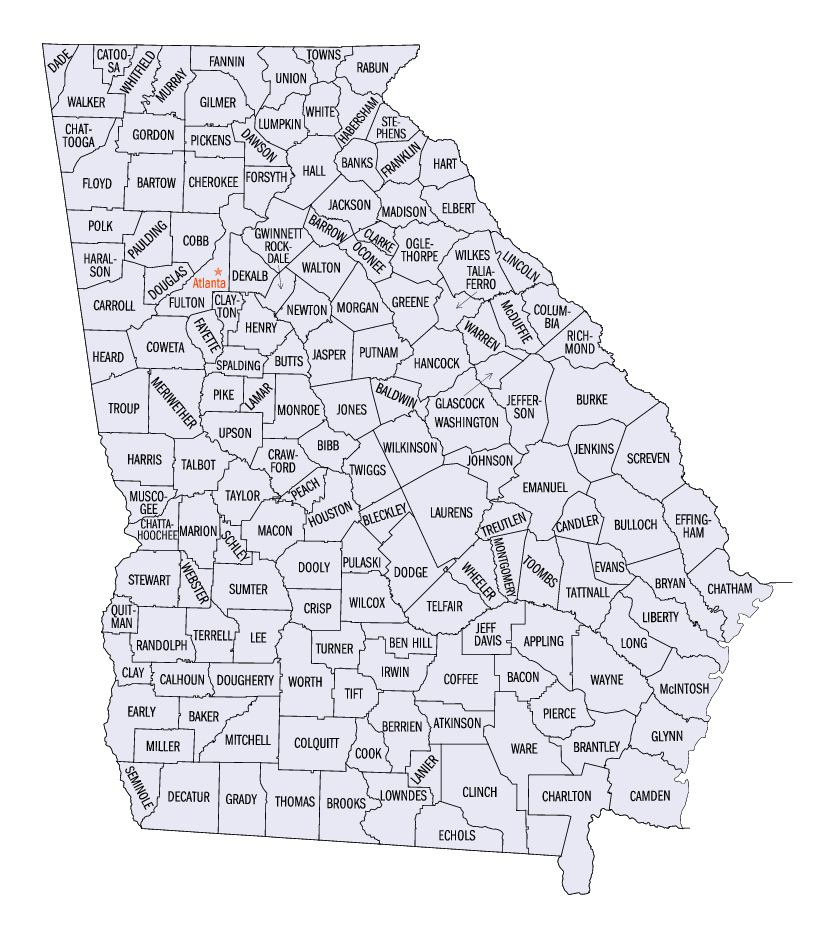
조지아 주의 군들

조지아의 주기

조지아의 통계 지구(Georgia Statistical Area)는 조지아 주에 있는 통계 지구이다.

## 범례
| 범례      | 의미                                   |
| --------- | -------------------------------------- |
|           | 사우스캐롤라이나에 속하는 지역         |
|           | 플로리다에 속하는 지역                 |
|           | 앨라배마에 속하는 지역                 |
|           | 테네시에 속하는 지역                   |
|           | 2개의 주 이상에 걸친 지역(조지아 해당) |
| 초록 글씨 | 다른 주에 속하는 지역의 인구 수        |
| 파란 글씨 | 조지아와 다른 주에 걸친 지역의 인구 수 |

## 배치도
| 복합 통계 지구                                 | 인구                | 핵심 기반 통계 지구                 | 인구            | 군           | 인구       |
| ---------------------------------------------- | ------------------- | ----------------------------------- | --------------- | ------------ | ---------- |
| 애틀랜타-애선스-클라크카운티-샌디스프링스 지구 | 6,853,392 6,820,138 | 애틀랜타-샌디스프링스-알파레타 지구 | 6,020,364       | 풀턴         | 1,063,937  |
| 애틀랜타-애선스-클라크카운티-샌디스프링스 지구 | 6,853,392 6,820,138 | 애틀랜타-샌디스프링스-알파레타 지구 | 6,020,364       | 그위닛       | 936,250    |
| 애틀랜타-애선스-클라크카운티-샌디스프링스 지구 | 6,853,392 6,820,138 | 애틀랜타-샌디스프링스-알파레타 지구 | 6,020,364       | 코브         | 760,141    |
| 애틀랜타-애선스-클라크카운티-샌디스프링스 지구 | 6,853,392 6,820,138 | 애틀랜타-샌디스프링스-알파레타 지구 | 6,020,364       | 디캘브       | 759,297    |
| 애틀랜타-애선스-클라크카운티-샌디스프링스 지구 | 6,853,392 6,820,138 | 애틀랜타-샌디스프링스-알파레타 지구 | 6,020,364       | 클레이턴     | 292,256    |
| 애틀랜타-애선스-클라크카운티-샌디스프링스 지구 | 6,853,392 6,820,138 | 애틀랜타-샌디스프링스-알파레타 지구 | 6,020,364       | 체로키       | 258,773    |
| 애틀랜타-애선스-클라크카운티-샌디스프링스 지구 | 6,853,392 6,820,138 | 애틀랜타-샌디스프링스-알파레타 지구 | 6,020,364       | 포사이스     | 244,252    |
| 애틀랜타-애선스-클라크카운티-샌디스프링스 지구 | 6,853,392 6,820,138 | 애틀랜타-샌디스프링스-알파레타 지구 | 6,020,364       | 헨리         | 234,561    |
| 애틀랜타-애선스-클라크카운티-샌디스프링스 지구 | 6,853,392 6,820,138 | 애틀랜타-샌디스프링스-알파레타 지구 | 6,020,364       | 폴딩         | 168,667    |
| 애틀랜타-애선스-클라크카운티-샌디스프링스 지구 | 6,853,392 6,820,138 | 애틀랜타-샌디스프링스-알파레타 지구 | 6,020,364       | 코웨타       | 148,509    |
| 애틀랜타-애선스-클라크카운티-샌디스프링스 지구 | 6,853,392 6,820,138 | 애틀랜타-샌디스프링스-알파레타 지구 | 6,020,364       | 더글러스     | 146,343    |
| 애틀랜타-애선스-클라크카운티-샌디스프링스 지구 | 6,853,392 6,820,138 | 애틀랜타-샌디스프링스-알파레타 지구 | 6,020,364       | 캐럴         | 119,992    |
| 애틀랜타-애선스-클라크카운티-샌디스프링스 지구 | 6,853,392 6,820,138 | 애틀랜타-샌디스프링스-알파레타 지구 | 6,020,364       | 페이엣       | 114,421    |
| 애틀랜타-애선스-클라크카운티-샌디스프링스 지구 | 6,853,392 6,820,138 | 애틀랜타-샌디스프링스-알파레타 지구 | 6,020,364       | 뉴턴         | 111,744    |
| 애틀랜타-애선스-클라크카운티-샌디스프링스 지구 | 6,853,392 6,820,138 | 애틀랜타-샌디스프링스-알파레타 지구 | 6,020,364       | 바토         | 107,738    |
| 애틀랜타-애선스-클라크카운티-샌디스프링스 지구 | 6,853,392 6,820,138 | 애틀랜타-샌디스프링스-알파레타 지구 | 6,020,364       | 월턴         | 94,593     |
| 애틀랜타-애선스-클라크카운티-샌디스프링스 지구 | 6,853,392 6,820,138 | 애틀랜타-샌디스프링스-알파레타 지구 | 6,020,364       | 록데일       | 90,896     |
| 애틀랜타-애선스-클라크카운티-샌디스프링스 지구 | 6,853,392 6,820,138 | 애틀랜타-샌디스프링스-알파레타 지구 | 6,020,364       | 배로         | 83,240     |
| 애틀랜타-애선스-클라크카운티-샌디스프링스 지구 | 6,853,392 6,820,138 | 애틀랜타-샌디스프링스-알파레타 지구 | 6,020,364       | 스폴딩       | 66,703     |
| 애틀랜타-애선스-클라크카운티-샌디스프링스 지구 | 6,853,392 6,820,138 | 애틀랜타-샌디스프링스-알파레타 지구 | 6,020,364       | 피켄스       | 32,591     |
| 애틀랜타-애선스-클라크카운티-샌디스프링스 지구 | 6,853,392 6,820,138 | 애틀랜타-샌디스프링스-알파레타 지구 | 6,020,364       | 해럴슨       | 29,792     |
| 애틀랜타-애선스-클라크카운티-샌디스프링스 지구 | 6,853,392 6,820,138 | 애틀랜타-샌디스프링스-알파레타 지구 | 6,020,364       | 도슨         | 26,108     |
| 애틀랜타-애선스-클라크카운티-샌디스프링스 지구 | 6,853,392 6,820,138 | 애틀랜타-샌디스프링스-알파레타 지구 | 6,020,364       | 버트         | 24,936     |
| 애틀랜타-애선스-클라크카운티-샌디스프링스 지구 | 6,853,392 6,820,138 | 애틀랜타-샌디스프링스-알파레타 지구 | 6,020,364       | 메리웨더     | 21,167     |
| 애틀랜타-애선스-클라크카운티-샌디스프링스 지구 | 6,853,392 6,820,138 | 애틀랜타-샌디스프링스-알파레타 지구 | 6,020,364       | 모건         | 19,276     |
| 애틀랜타-애선스-클라크카운티-샌디스프링스 지구 | 6,853,392 6,820,138 | 애틀랜타-샌디스프링스-알파레타 지구 | 6,020,364       | 러마         | 19,077     |
| 애틀랜타-애선스-클라크카운티-샌디스프링스 지구 | 6,853,392 6,820,138 | 애틀랜타-샌디스프링스-알파레타 지구 | 6,020,364       | 파이크       | 18,962     |
| 애틀랜타-애선스-클라크카운티-샌디스프링스 지구 | 6,853,392 6,820,138 | 애틀랜타-샌디스프링스-알파레타 지구 | 6,020,364       | 재스퍼       | 14,219     |
| 애틀랜타-애선스-클라크카운티-샌디스프링스 지구 | 6,853,392 6,820,138 | 애틀랜타-샌디스프링스-알파레타 지구 | 6,020,364       | 허드         | 11,923     |
| 애틀랜타-애선스-클라크카운티-샌디스프링스 지구 | 6,853,392 6,820,138 | 애선스-클라크카운티 지구            | 213,750         | 클라크       | 128,331    |
| 애틀랜타-애선스-클라크카운티-샌디스프링스 지구 | 6,853,392 6,820,138 | 애선스-클라크카운티 지구            | 213,750         | 오코니       | 40,280     |
| 애틀랜타-애선스-클라크카운티-샌디스프링스 지구 | 6,853,392 6,820,138 | 애선스-클라크카운티 지구            | 213,750         | 매디슨       | 29,880     |
| 애틀랜타-애선스-클라크카운티-샌디스프링스 지구 | 6,853,392 6,820,138 | 애선스-클라크카운티 지구            | 213,750         | 오글소프     | 15,259     |
| 애틀랜타-애선스-클라크카운티-샌디스프링스 지구 | 6,853,392 6,820,138 | 게인즈빌 지구                       | 204,441         | 홀           | 204,441    |
| 애틀랜타-애선스-클라크카운티-샌디스프링스 지구 | 6,853,392 6,820,138 | 라그란지 지구                       | 103,176 69,922  | 트루프       | 69,922     |
| 애틀랜타-애선스-클라크카운티-샌디스프링스 지구 | 6,853,392 6,820,138 | 라그란지 지구                       | 103,176 69,922  | 챔버스       | 33,254     |
| 애틀랜타-애선스-클라크카운티-샌디스프링스 지구 | 6,853,392 6,820,138 | 롬 지구                             | 98,498          | 플로이드     | 98,498     |
| 애틀랜타-애선스-클라크카운티-샌디스프링스 지구 | 6,853,392 6,820,138 | 제퍼슨 지구                         | 72,977          | 잭슨         | 72,977     |
| 애틀랜타-애선스-클라크카운티-샌디스프링스 지구 | 6,853,392 6,820,138 | 코넬리아 지구                       | 45,328          | 하버샴       | 45,328     |
| 애틀랜타-애선스-클라크카운티-샌디스프링스 지구 | 6,853,392 6,820,138 | 시더타운 지구                       | 42,613          | 포크         | 42,613     |
| 애틀랜타-애선스-클라크카운티-샌디스프링스 지구 | 6,853,392 6,820,138 | 토마스턴 지구                       | 26,320          | 업슨         | 26,320     |
| 애틀랜타-애선스-클라크카운티-샌디스프링스 지구 | 6,853,392 6,820,138 | 토코아 지구                         | 25,925          | 스티븐스     | 25,925     |
| 서배너-하인즈빌-스테이츠버러 지구              | 583,882             | 서배너 지구                         | 393,353         | 채텀         | 289,430    |
| 서배너-하인즈빌-스테이츠버러 지구              | 583,882             | 서배너 지구                         | 393,353         | 에핑엄       | 64,296     |
| 서배너-하인즈빌-스테이츠버러 지구              | 583,882             | 서배너 지구                         | 393,353         | 브라이언     | 39,627     |
| 서배너-하인즈빌-스테이츠버러 지구              | 583,882             | 하인즈빌 지구                       | 80,994          | 리버티       | 61,435     |
| 서배너-하인즈빌-스테이츠버러 지구              | 583,882             | 하인즈빌 지구                       | 80,994          | 롱           | 19,559     |
| 서배너-하인즈빌-스테이츠버러 지구              | 583,882             | 스테이츠버러 지구                   | 79,608          | 불로크       | 79,608     |
| 서배너-하인즈빌-스테이츠버러 지구              | 583,882             | 제섭 지구                           | 29,927          | 웨인         | 29,927     |
| 메이컨-비브카운티-워너로빈스 지구              | 415,405             | 메이컨 지구                         | 229,996         | 비브         | 153,159    |
| 메이컨-비브카운티-워너로빈스 지구              | 415,405             | 메이컨 지구                         | 229,996         | 존스         | 28,735     |
| 메이컨-비브카운티-워너로빈스 지구              | 415,405             | 메이컨 지구                         | 229,996         | 먼로         | 27,578     |
| 메이컨-비브카운티-워너로빈스 지구              | 415,405             | 메이컨 지구                         | 229,996         | 크로퍼드     | 12,404     |
| 메이컨-비브카운티-워너로빈스 지구              | 415,405             | 메이컨 지구                         | 229,996         | 트윅스       | 8,120      |
| 메이컨-비브카운티-워너로빈스 지구              | 415,405             | 워너로빈스 지구                     | 185,409         | 휴스턴       | 157,863    |
| 메이컨-비브카운티-워너로빈스 지구              | 415,405             | 워너로빈스 지구                     | 185,409         | 피치         | 27,546     |
| 채터누가-클리블랜드-돌턴 지구                  | 1,004,573 380,933   | 채터누가 지구                       | 565,194 153,457 | 해밀턴       | 367,804    |
| 채터누가-클리블랜드-돌턴 지구                  | 1,004,573 380,933   | 채터누가 지구                       | 565,194 153,457 | 워커         | 69,761     |
| 채터누가-클리블랜드-돌턴 지구                  | 1,004,573 380,933   | 채터누가 지구                       | 565,194 153,457 | 카투사       | 67,580     |
| 채터누가-클리블랜드-돌턴 지구                  | 1,004,573 380,933   | 채터누가 지구                       | 565,194 153,457 | 매리언       | 28,907     |
| 채터누가-클리블랜드-돌턴 지구                  | 1,004,573 380,933   | 채터누가 지구                       | 565,194 153,457 | 데이드       | 16,116     |
| 채터누가-클리블랜드-돌턴 지구                  | 1,004,573 380,933   | 채터누가 지구                       | 565,194 153,457 | 스쿼치       | 15,026     |
| 채터누가-클리블랜드-돌턴 지구                  | 1,004,573 380,933   | 돌턴 지구                           | 144,724         | 휘트필드     | 104,628    |
| 채터누가-클리블랜드-돌턴 지구                  | 1,004,573 380,933   | 돌턴 지구                           | 144,724         | 머리         | 40,096     |
| 채터누가-클리블랜드-돌턴 지구                  | 1,004,573 380,933   | 클리블랜드 지구                     | 124,942         | 브래들리     | 108,110    |
| 채터누가-클리블랜드-돌턴 지구                  | 1,004,573 380,933   | 클리블랜드 지구                     | 124,942         | 포크         | 16,832     |
| 채터누가-클리블랜드-돌턴 지구                  | 1,004,573 380,933   | 캘훈 지구                           | 57,963          | 고든         | 57,963     |
| 채터누가-클리블랜드-돌턴 지구                  | 1,004,573 380,933   | 애선스 지구                         | 53,794          | 맥민         | 53,794     |
| 채터누가-클리블랜드-돌턴 지구                  | 1,004,573 380,933   | 데이턴 지구                         | 33,167          | 레아         | 33,167     |
| 채터누가-클리블랜드-돌턴 지구                  | 1,004,573 380,933   | 서머빌 지구                         | 24,789          | 채투가       | 24,789     |
| 콜럼버스-오번-오펠리카 지구                    | 485,590 263,087     | 콜럼버스 지구                       | 321,048 263,087 | 머스코지     | 195,769    |
| 콜럼버스-오번-오펠리카 지구                    | 485,590 263,087     | 콜럼버스 지구                       | 321,048 263,087 | 러셀         | 57,961     |
| 콜럼버스-오번-오펠리카 지구                    | 485,590 263,087     | 콜럼버스 지구                       | 321,048 263,087 | 해리스       | 35,236     |
| 콜럼버스-오번-오펠리카 지구                    | 485,590 263,087     | 콜럼버스 지구                       | 321,048 263,087 | 채터후치     | 10,907     |
| 콜럼버스-오번-오펠리카 지구                    | 485,590 263,087     | 콜럼버스 지구                       | 321,048 263,087 | 매리언       | 8,359      |
| 콜럼버스-오번-오펠리카 지구                    | 485,590 263,087     | 콜럼버스 지구                       | 321,048 263,087 | 스튜어트     | 6,621      |
| 콜럼버스-오번-오펠리카 지구                    | 485,590 263,087     | 콜럼버스 지구                       | 321,048 263,087 | 탤벗         | 6,195      |
| 콜럼버스-오번-오펠리카 지구                    | 485,590 263,087     | 오번-오펠리카 지구                  | 164,542         | 리           | 164,542    |
| 잭슨빌-팰럿카-세인트메리스 지구                | 1,688,701 54,666    | 잭슨빌 지구                         | 1,559,514       | 듀발         | 957,755    |
| 잭슨빌-팰럿카-세인트메리스 지구                | 1,688,701 54,666    | 잭슨빌 지구                         | 1,559,514       | 세인트존스   | 264,672    |
| 잭슨빌-팰럿카-세인트메리스 지구                | 1,688,701 54,666    | 잭슨빌 지구                         | 1,559,514       | 클레이       | 219,252    |
| 잭슨빌-팰럿카-세인트메리스 지구                | 1,688,701 54,666    | 잭슨빌 지구                         | 1,559,514       | 나소         | 88,625     |
| 잭슨빌-팰럿카-세인트메리스 지구                | 1,688,701 54,666    | 잭슨빌 지구                         | 1,559,514       | 베이커       | 29,210     |
| 잭슨빌-팰럿카-세인트메리스 지구                | 1,688,701 54,666    | 팰럿카 지구                         | 74,521          | 퍼트넘       | 74,521     |
| 잭슨빌-팰럿카-세인트메리스 지구                | 1,688,701 54,666    | 세인트메리스 지구                   | 54,666          | 캠던         | 54,666     |
| 없음                                           | 없음                | 오거스타-리치먼드카운티 지구        | 608,980 410,848 | 리치먼드     | 202,518    |
| 없음                                           | 없음                | 오거스타-리치먼드카운티 지구        | 608,980 410,848 | 에이킨       | 170,872    |
| 없음                                           | 없음                | 오거스타-리치먼드카운티 지구        | 608,980 410,848 | 컬럼비아     | 156,714    |
| 없음                                           | 없음                | 오거스타-리치먼드카운티 지구        | 608,980 410,848 | 에지필드     | 27,260     |
| 없음                                           | 없음                | 오거스타-리치먼드카운티 지구        | 608,980 410,848 | 버크         | 22,383     |
| 없음                                           | 없음                | 오거스타-리치먼드카운티 지구        | 608,980 410,848 | 맥더피       | 21,312     |
| 없음                                           | 없음                | 오거스타-리치먼드카운티 지구        | 608,980 410,848 | 링컨         | 7,921      |
| 없음                                           | 없음                | 밸도스타 지구                       | 147,292         | 론데스       | 117,406    |
| 없음                                           | 없음                | 밸도스타 지구                       | 147,292         | 브룩스       | 15,457     |
| 없음                                           | 없음                | 밸도스타 지구                       | 147,292         | 러니어       | 10,423     |
| 없음                                           | 없음                | 밸도스타 지구                       | 147,292         | 에콜스       | 4,006      |
| 없음                                           | 없음                | 올버니 지구                         | 146,726         | 도허티       | 87,956     |
| 없음                                           | 없음                | 올버니 지구                         | 146,726         | 리           | 29,992     |
| 없음                                           | 없음                | 올버니 지구                         | 146,726         | 워스         | 20,247     |
| 없음                                           | 없음                | 올버니 지구                         | 146,726         | 테럴         | 8,531      |
| 없음                                           | 없음                | 브런즈윅 지구                       | 118,779         | 글린         | 85,292     |
| 없음                                           | 없음                | 브런즈윅 지구                       | 118,779         | 브랜틀리     | 19,109     |
| 없음                                           | 없음                | 브런즈윅 지구                       | 118,779         | 매킨토시     | 14,378     |
| 없음                                           | 없음                | 더블린 지구                         | 64,090          | 로렌스       | 47,546     |
| 없음                                           | 없음                | 더블린 지구                         | 64,090          | 존슨         | 9,643      |
| 없음                                           | 없음                | 더블린 지구                         | 64,090          | 트루틀렌     | 6,901      |
| 없음                                           | 없음                | 웨이크로스 지구                     | 55,199          | 웨어         | 35,734     |
| 없음                                           | 없음                | 웨이크로스 지구                     | 55,199          | 피어스       | 19,465     |
| 없음                                           | 없음                | 밀레지빌 지구                       | 53,347          | 볼드윈       | 44,890     |
| 없음                                           | 없음                | 밀레지빌 지구                       | 53,347          | 핸콕         | 8,457      |
| 없음                                           | 없음                | 더글러스 지구                       | 51,438          | 커피         | 43,273     |
| 없음                                           | 없음                | 더글러스 지구                       | 51,438          | 앳킨슨       | 8,165      |
| 없음                                           | 없음                | 몰트리 지구                         | 45,600          | 콜킷         | 45,600     |
| 없음                                           | 없음                | 토머스빌 지구                       | 44,451          | 토머스       | 44,451     |
| 없음                                           | 없음                | 티프턴 지구                         | 40,644          | 티프트       | 40,644     |
| 없음                                           | 없음                | 비달리아 지구                       | 36,002          | 툼스         | 26,830     |
| 없음                                           | 없음                | 비달리아 지구                       | 36,002          | 몽고메리     | 9,172      |
| 없음                                           | 없음                | 아메리커스 지구                     | 34,781          | 섬터         | 29,524     |
| 없음                                           | 없음                | 아메리커스 지구                     | 34,781          | 슬라이       | 5,257      |
| 없음                                           | 없음                | 베인브리지 지구                     | 26,404          | 디케이터     | 26,404     |
| 없음                                           | 없음                | 코델 지구                           | 22,372          | 크리스프     | 22,372     |
| 없음                                           | 없음                | 피츠제럴드 지구                     | 16,700          | 벤힐         | 16,700     |
| 없음                                           | 없음                | 유폴라 지구                         | 26,985 2,299    | 바버         | 24,686     |
| 없음                                           | 없음                | 유폴라 지구                         | 26,985 2,299    | 키트먼       | 2,299      |
| 없음                                           | 없음                | 없음                                | 없음            | 럼킨         | 33,610     |
| 없음                                           | 없음                | 없음                                | 없음            | 길머         | 31,369     |
| 없음                                           | 없음                | 없음                                | 없음            | 화이트       | 30,798     |
| 없음                                           | 없음                | 없음                                | 없음            | 하트         | 26,205     |
| 없음                                           | 없음                | 없음                                | 없음            | 패닌         | 26,188     |
| 없음                                           | 없음                | 없음                                | 없음            | 태트널       | 25,286     |
| 없음                                           | 없음                | 없음                                | 없음            | 그래디       | 24,663     |
| 없음                                           | 없음                | 없음                                | 없음            | 유니언       | 24,511     |
| 없음                                           | 없음                | 없음                                | 없음            | 프랭클린     | 23,349     |
| 없음                                           | 없음                | 없음                                | 없음            | 에마누엘     | 22,646     |
| 없음                                           | 없음                | 없음                                | 없음            | 퍼트넘       | 22,119     |
| 없음                                           | 없음                | 없음                                | 없음            | 미첼         | 21,863     |
| 없음                                           | 없음                | 없음                                | 없음            | 도지         | 20,605     |
| 없음                                           | 없음                | 없음                                | 없음            | 워싱턴       | 20,374     |
| 없음                                           | 없음                | 없음                                | 없음            | 베리언       | 19,397     |
| 없음                                           | 없음                | 없음                                | 없음            | 뱅크스       | 19,234     |
| 없음                                           | 없음                | 없음                                | 없음            | 엘버트       | 19,194     |
| 없음                                           | 없음                | 없음                                | 없음            | 애플링       | 18,386     |
| 없음                                           | 없음                | 없음                                | 없음            | 그린         | 18,324     |
| 없음                                           | 없음                | 없음                                | 없음            | 쿡           | 17,270     |
| 없음                                           | 없음                | 없음                                | 없음            | 라분         | 17,137     |
| 없음                                           | 없음                | 없음                                | 없음            | 텔페어       | 15,860     |
| 없음                                           | 없음                | 없음                                | 없음            | 제퍼슨       | 15,362     |
| 없음                                           | 없음                | 없음                                | 없음            | 제프데이비스 | 15,115     |
| 없음                                           | 없음                | 없음                                | 없음            | 스크레번     | 13,966     |
| 없음                                           | 없음                | 없음                                | 없음            | 찰턴         | 13,392     |
| 없음                                           | 없음                | 없음                                | 없음            | 둘리         | 13,390     |
| 없음                                           | 없음                | 없음                                | 없음            | 메이컨       | 12,947     |
| 없음                                           | 없음                | 없음                                | 없음            | 블레클리     | 12,873     |
| 없음                                           | 없음                | 없음                                | 없음            | 타운스       | 12,037     |
| 없음                                           | 없음                | 없음                                | 없음            | 베이컨       | 11,164     |
| 없음                                           | 없음                | 없음                                | 없음            | 펄래스키     | 11,137     |
| 없음                                           | 없음                | 없음                                | 없음            | 캔들러       | 10,803     |
| 없음                                           | 없음                | 없음                                | 없음            | 에반스       | 10,654     |
| 없음                                           | 없음                | 없음                                | 없음            | 얼리         | 10,190     |
| 없음                                           | 없음                | 없음                                | 없음            | 윌크스       | 9,777      |
| 없음                                           | 없음                | 없음                                | 없음            | 어윈         | 9,416      |
| 없음                                           | 없음                | 없음                                | 없음            | 윌킨슨       | 8,954      |
| 없음                                           | 없음                | 없음                                | 없음            | 젠킨스       | 8,676      |
| 없음                                           | 없음                | 없음                                | 없음            | 윌콕스       | 8,635      |
| 없음                                           | 없음                | 없음                                | 없음            | 세미놀       | 8,090      |
| 없음                                           | 없음                | 없음                                | 없음            | 테일러       | 8,020      |
| 없음                                           | 없음                | 없음                                | 없음            | 터너         | 7,985      |
| 없음                                           | 없음                | 없음                                | 없음            | 휠러         | 7,855      |
| 없음                                           | 없음                | 없음                                | 없음            | 랜돌프       | 6,778      |
| 없음                                           | 없음                | 없음                                | 없음            | 클린치       | 6,618      |
| 없음                                           | 없음                | 없음                                | 없음            | 캘훈         | 6,189      |
| 없음                                           | 없음                | 없음                                | 없음            | 밀러         | 5,718      |
| 없음                                           | 없음                | 없음                                | 없음            | 워런         | 5,254      |
| 없음                                           | 없음                | 없음                                | 없음            | 베이커       | 3,038      |
| 없음                                           | 없음                | 없음                                | 없음            | 글래스콕     | 2,971      |
| 없음                                           | 없음                | 없음                                | 없음            | 클레이       | 2,834      |
| 없음                                           | 없음                | 없음                                | 없음            | 웹스터       | 2,607      |
| 없음                                           | 없음                | 없음                                | 없음            | 탈리아페로   | 1,537      |
| 조지아                                         | 조지아              | 조지아                              | 조지아          | 조지아       | 10,617,423 |

## 참고
- 인구 수는 2019년 기준이며 단위는 '명'이다.
- 풀턴군은 조지아주 행정 기관들이 있는 애틀랜타가 있기 때문에 굵은 글씨로 표기했다.

## 같이 보기
- 대도시 통계 지구